# Rhun Dremrudd
Rhun Dremrudd roi  Brycheiniog fl. dans la décennie 550

## Biographie
Rhun Dremrudd dont le surnom signifie au  «  Yeux rouges » est l'ainé des nombreux fils de Brychan et son successeur vers le milieu du VIe siècle à la tête du royaume éponyme fondé par son père. Son frère puiné Cludwyn est réputé avoir envahit des territoires dans le sud du pays de Galles, épisode qui suggère un conflit avec le royaume de Dyfed dont le Brycheiniog faisait initialement partie. Il est possible que Rhun au cours de son règne ait été détrôné par les souverains de Dyfed ou soit devenu leur vassal il a comme successeur son fils putatif nommé Awst (I) c'est-à-dire Augustus.